# Mark Wilson
Mark Wilson (Glasgow, Escocia, Reino Unido, 5 de junio de 1984) es un exfutbolista escocés.

## Biografía
Mark Wilson, que actuaba de defensa por la banda derecha, empezó su carrera futbolística en las categorías inferiores del Dundee United FC. En 2002 firma un contrato profesional con el equipo.
El 16 de enero de 2006 firma un contrato con el Celtic de Glasgow, equipo que tuvo que realizar un desembolso económico de 750 000 euros para poder hacerse con sus servicios. Debutó dos semanas más tarde en un partido contra su antiguo club, el Dundee United. Ese mismo año conquista el título de Liga y gana la Copa de la Liga de Escocia.
Al principio de la temporada siguiente sufrió dos lesiones que le mantuvieron un tiempo sin jugar, una lesión en el pie y otra en la rodilla. Después de recuperarse volvió a jugar con regularidad consiguiendo otros dos títulos: Liga y Copa de Escocia. En 2008 se proclama de nuevo campeón de Liga con su club.

## Selección nacional
Jugó un partido con la selección absoluta y 30 partidos con la selección sub-21.
Participó en el Campeonato Europeo sub-16 de la UEFA de 2001, aunque su equipo no pasó de la fase de grupos.

## Clubes
| Club                        | País       | Año       |
| --------------------------- | ---------- | --------- |
| Dundee United Football Club | Escocia    | 2002-2006 |
| Celtic Football Club        | Escocia    | 2006-2012 |
| Bristol City                | Inglaterra | 2012-2013 |

## Títulos
- 3 Ligas de Escocia (Celtic FC; 2006, 2007 y 2008)
- 1 Copa de la Liga de Escocia (Celtic FC, 2006)
- 1 Copa de Escocia (Celtic FC, 2007)